# Lisu

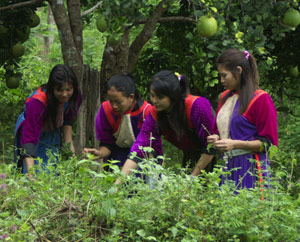
Lisu in Thailand.

De Lisu (Vereenvoudigd Chinees: 傈僳族; pinyin: Lìsùzú) zijn een zogenaamd 'minderheidsvolk' (shaoshu minzu) in China, dat door de Chinese overheid wordt erkend als een van de 56 officieel erkende etnische groepen in China. Behalve in China leven de Lisu ook in Myanmar, Thailand en de Indiase staat Arunachal Pradesh.

## Leefgebied
De Lisu leven voornamelijk in de provincie Yunnan en in delen van de provincie Sichuan. Vermoedelijk komt het volk oorspronkelijk uit Tibet en heeft het zich later meer naar het oosten toe gevestigd.

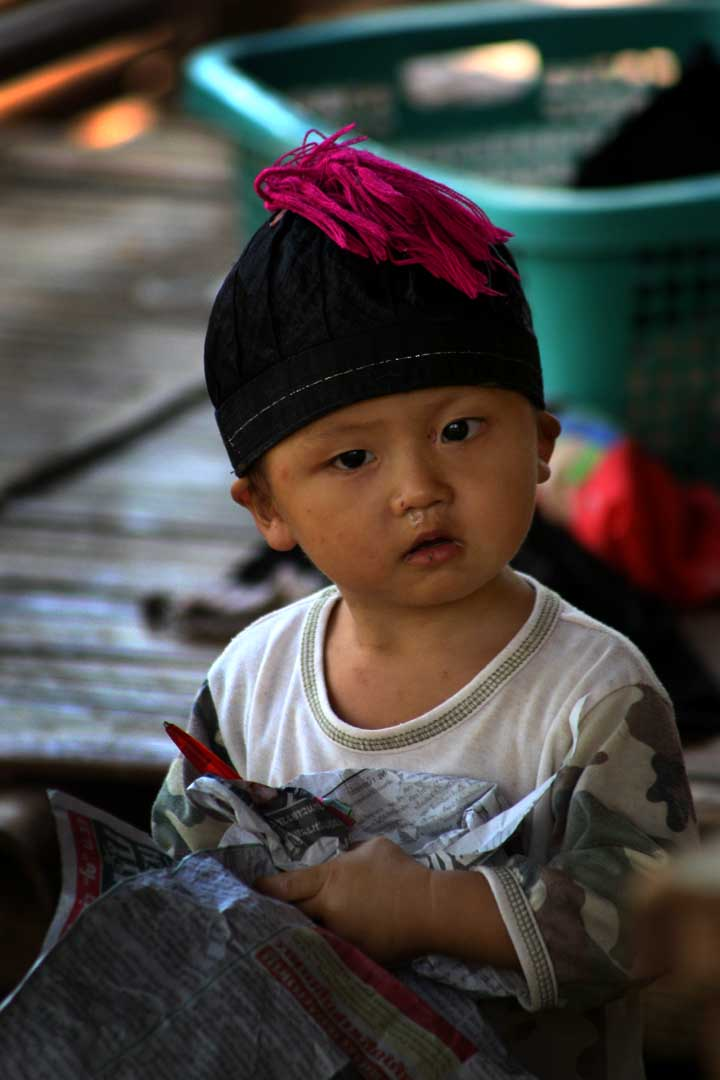
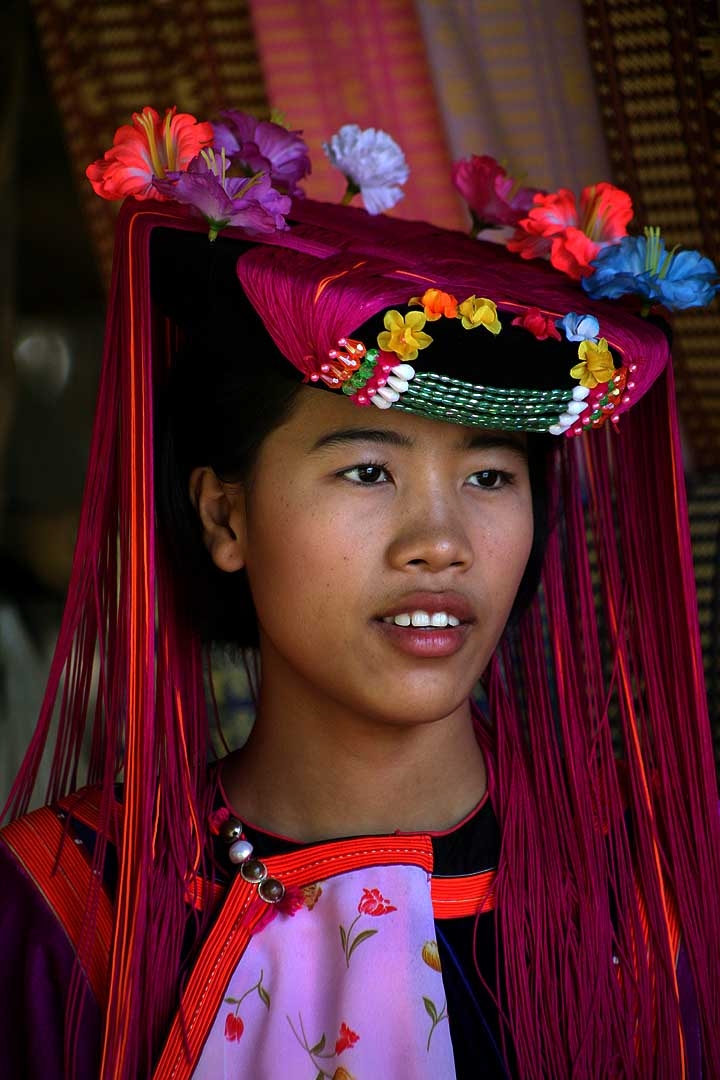
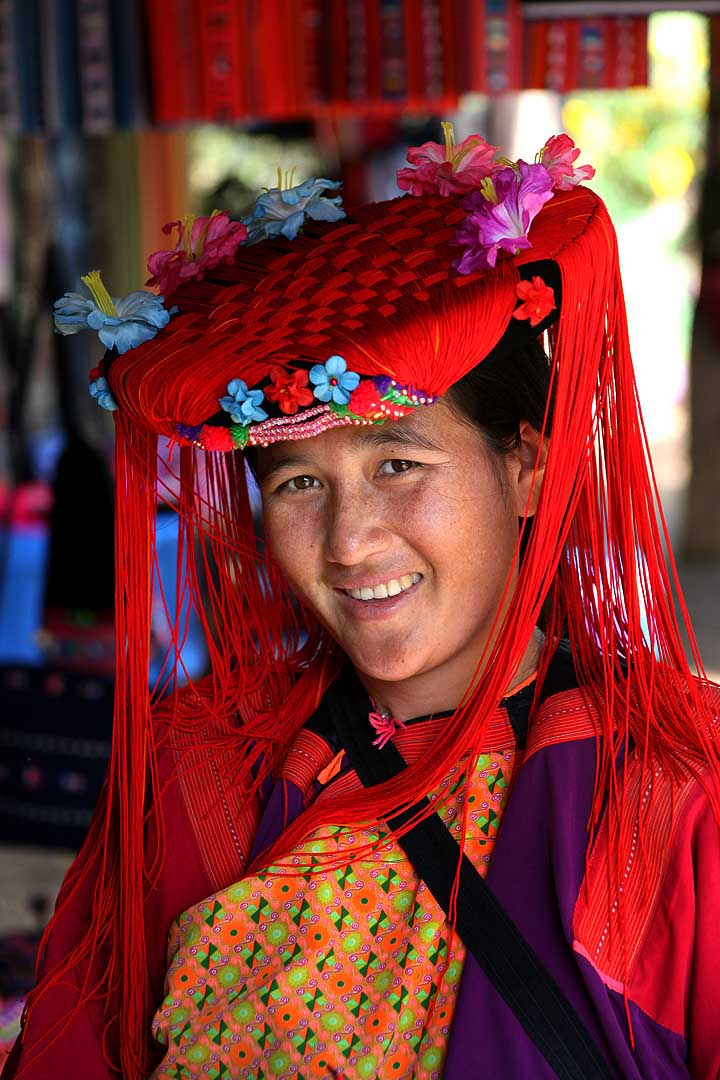
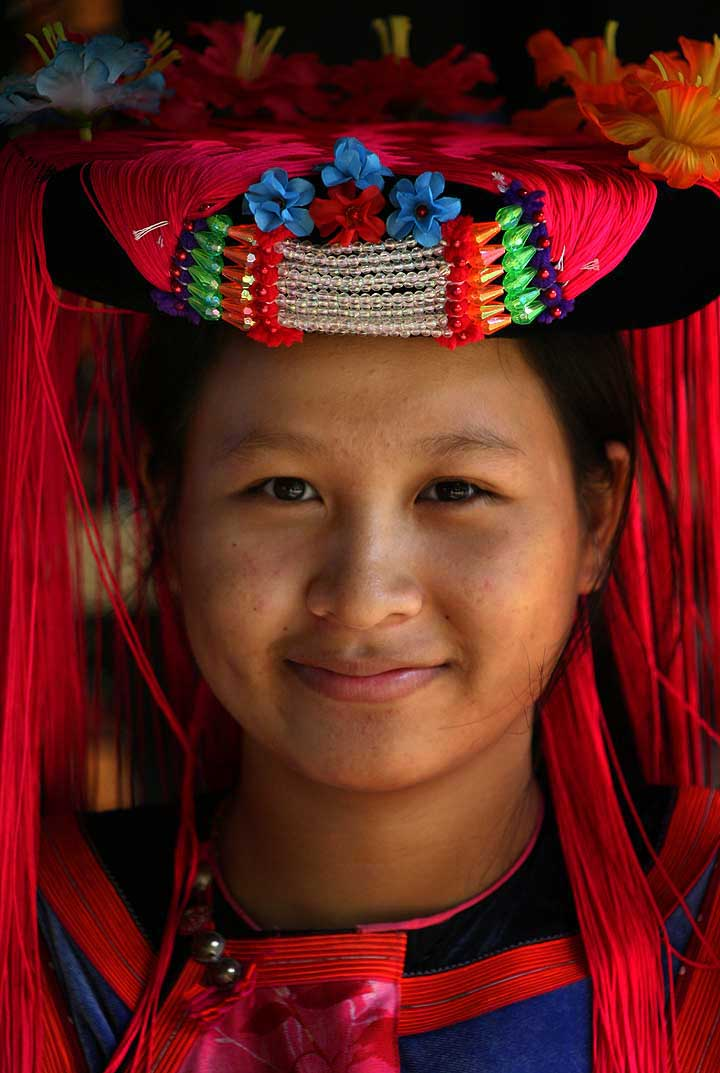

Achang · Akha · Bai · Baima · Blang (Bulong) · Bonan · Buyi · Dai · Daur · De'ang · Dong · Dongxiang · Drung · Evenken · Gaoshan (Taiwanese aboriginals) · Gelao · Gin (Vietnamezen) · Han · Hani · Hlai (Li) · Hui · Jingpo · Jino · Kazachen · Kirgiezen · Koreanen · Lahu · Lhoba · Lisu · Mantsjoes · Maonan · Miao (Hmong) · Mongolen · Monpa (Menba) · Mulam (Mulao) · Nanai (Hezhe) · Naxi · Nu · Oeigoeren · Oezbeken · Oroqen · Pumi · Qiang · Russen · Salar · She · Sui · Tadzjieken · Tataren · Tibetanen (Zang) · Tu · Tujia · Wa (Va) · Yao · Yi · Yugur · Xibe · Zhuang